# Буди-Обрембські
Буди-Обрембські (пол. Budy Obrębskie) — село в Польщі, у гміні Покшивниця Пултуського повіту Мазовецького воєводства.
Населення — 40 осіб (2011).
У 1975-1998 роках село належало до Цехановського воєводства.

## Демографія
Демографічна структура станом на 31 березня 2011 року:
|          | Загалом | Допрацездатний вік | Працездатний вік | Постпрацездатний вік |
| -------- | ------- | ------------------ | ---------------- | -------------------- |
| Чоловіки | 25      | 4                  | 19               | 2                    |
| Жінки    | 15      | 5                  | 8                | 2                    |
| Разом    | 40      | 9                  | 27               | 4                    |